# IV Life
Albums de King Tee
Tha Triflin' Album
(1993) Ruff Rhymes: Greatest Hits Collection
(1998)
Singles
1. Dippin'
Sortie : 28 juin 1994
2. Way Out There
Sortie : 21 février 1995
3. Free Style Ghetto
Sortie : 20 juin 1995

IV Life est le quatrième album studio de King Tee, sorti le 28 mars 1995.
L'album s'est classé 10e au Heatseekers, 23e au Top R&B/Hip-Hop Albums et 171e au Billboard 200.

## Liste des titres
| No  | Titre                                                                                                 | Contient un (des) sample(s) de                                                                                      | Durée |
| --- | --- | --- | ----- |
| 1.  | You Can't See Me (Produit par DJ Broadway et Mark Sparks)                                             | Rule of Mind de 9th Creation Hot Sex de A Tribe Called Quest                                                        | 4:23  |
| 2.  | Super Nigga (featuring DJ Pooh et Rashad – Produit par DJ Pooh, King Tee et Rashad)                   | Super Nigger de Richard Pryor                                                                                       | 4:03  |
| 3.  | Duck (featuring E-Swift – Produit par DJ Broadway et King Tee)                                        | | 4:10  |
| 4.  | Dippin' (Produit par DJ Broadway et King Tee)                                                         | Cherish des Four Tops Spread Love (Remix) de The 45 King et Take 6 Be Thankful for What You Got de William DeVaughn | 4:17  |
| 5.  | 3 Strikes Ya' Out (Produit par Big Moe X et T.R. Funk Ignitor)                                        | Sing a Simple Song de Sly & the Family Stone Threnody for Sharon Tate de Freddie Hubbard et İlhan Mimaroğlu         | 4:19  |
| 6.  | Down Ass Loc (Produit par DJ Broadway et King Tee)                                                    | Maracas Beach de Grover Washington, Jr.                                                                             | 3:00  |
| 7.  | Free Style Ghetto (featuring MC Breeze, Tha Alkaholiks et Xzibit – Produit par DJ Broadway et Thayad) | Theme From Mahogany (Do You Know Where You're Going To) de Diana Ross                                               | 4:50  |
| 8.  | Way Out There (Produit par Da Mic Profesah et DJ Broadway)                                            | Superman Theme de Leon Klatzkin She's Strange de Cameo                                                              | 4:35  |
| 9.  | Let's Get It On (featuring Nikke Nicole – Produit par Nikke Nicole)                                   | | 4:30  |
| 10. | Check the Flow (Produit par D.St. et SLJ)                                                             | Just Rhymin' With Biz de Big Daddy Kane featuring Biz Markie                                                        | 4:13  |
| 11. | Advertisement (Produit par DJ Broadway et King Tee)                                                   | Jungle Boogie de Kool & the Gang                                                                                    | 3:53  |

| 12. | Dippin' (Remix) (Produit par DJ Broadway et King Tee) | 4:10 |